# Pooh 50 - L'ultimo abbraccio
Pooh 50 - L'ultimo abbraccio è l'ultimo album dal vivo del gruppo musicale italiano Pooh, pubblicato il 23 novembre 2018 dalla Sony Music.

## Il disco
È stato registrato in occasione del concerto tenuto alla Unipol Arena di Casalecchio di Reno il 30 dicembre 2016, l'ultimo della Reunion con Riccardo Fogli e Stefano D'Orazio. L'album, pubblicato in due versioni (una contenente 3 CD e una contenente 3 CD + 1 DVD) e in edizione limitata su vinile, contiene l'intero concerto ad eccezione dei quattro inediti del 2016.
È il primo album del gruppo dopo la cessazione dell'attività, avvenuta il 31 dicembre 2016.
L'album è dedicato alla memoria di Valerio Negrini, storico paroliere del gruppo.

## Tracce
CD 1
1. Traguardi (Versione sinfonica) (Facchinetti) - 3:21
2. Giorni infiniti (Facchinetti - Negrini) - 4:48
3. Rotolando respirando (Facchinetti - Negrini) - 3:06
4. Dammi solo un minuto (Facchinetti - Negrini) - 3:26
5. Banda nel vento (Facchinetti - Negrini) - 0:32
6. Vieni fuori (Edwards - Negrini) - 1:42
7. In silenzio (Facchinetti - Negrini) - 2:01
8. Piccola Katy (Facchinetti - Negrini) - 2:24
9. Nascerò con te (Facchinetti - Negrini) - 1:47
10. Io e te per altri giorni (Facchinetti - Negrini) - 3:39
11. Se c'è un posto nel tuo cuore (Canzian - D'Orazio) - 2:21
12. Amici per sempre (Facchinetti - Negrini) - 2:25
13. L'altra donna (Battaglia - Negrini) - 2:52
14. Stai con me (Canzian - D'Orazio) - 3:03
15. Se sai, se puoi, se vuoi (Facchinetti - Negrini) - 2:05
16. La gabbia (Facchinetti) - 2:34
17. L'aquila e il falco (Canzian - Negrini) - 2:31
18. Il ragazzo del cielo (Lindbergh) strumentale (Canzian-Facchinetti) - 1:26

Durata totale 46:24
CD2
1. Risveglio (Facchinetti) - 1:52
2. L'ultima notte di caccia (Facchinetti - Negrini) - 1:19
3. Viva (Facchinetti) - 3:24
4. Pierre (Facchinetti - Negrini) - 4:04
5. In diretta nel vento (Battaglia - Negrini) - 2:29
6. Stare senza di te (Canzian - D'Orazio) - 3:37
7. 50 primavere (Battaglia - D'Orazio) - 2:48
8. Alessandra (Facchinetti - Negrini) - 2:55
9. Santa Lucia (Battaglia - Negrini) - 2:49
10. Uomini soli (Facchinetti - Negrini) - 4:10
11. Quando una lei va via (Facchinetti - Negrini) - 2:19
12. Notte a sorpresa (Facchinetti - Negrini) - 2:19
13. Nel buio (Morrison - Pantros) - 2:17
14. Domani (Facchinetti - Negrini) - 3:39
15. Parsifal (Parte I) (Facchinetti - Negrini) - 4:20
16. Parsifal (Parte II) (Facchinetti) - 6:26

Durata totale 50:47
CD3
1. Per te qualcosa ancora (Facchinetti - Negrini) - 3:45
2. Dove sto domani (Facchinetti - Negrini) - 3:15
3. Cercando di te (Canzian - D'Orazio) - 2:49
4. La ragazza con gli occhi di sole (Battaglia - D'Orazio) - 2:14
5. Ci penserò domani (Battaglia - Negrini) - 3:29
6. Pronto, buongiorno è la sveglia (Facchinetti - D'Orazio) - 2:32
7. La donna del mio amico (Facchinetti - D'Orazio) - 3:27
8. Canterò per te (Battaglia - Negrini) - 2:06
9. Dimmi di sì (Facchinetti - D'Orazio) - 3:18
10. Noi due nel mondo e nell'anima (Facchinetti - Negrini) - 3:46
11. Tanta voglia di lei (Facchinetti - Negrini) - 4:05
12. Il cielo è blu sopra le nuvole (Facchinetti - Negrini) - 1:47
13. Io sono vivo (Facchinetti - Negrini) - 2:23
14. Non siamo in pericolo (Facchinetti - Negrini) - 2:38
15. Chi fermerà la musica (Facchinetti - Negrini) - 3:16
16. Pensiero (Facchinetti - Negrini) - 2:25
17. Solo voci (Facchinetti - Negrini) - 1:26
18. Traguardi (Versione sinfonica) (Facchinetti) - 2:03

Durata totale 50:44

## Classifiche
| Classifica (2018) | Posizione massima |
| ----------------- | ----------------- |
| Italia            | 6                 |

## Formazione
- Roby Facchinetti - voce, tastiera, pianoforte
- Dodi Battaglia - voce, chitarra elettrica, chitarra acustica, chitarra classica, steel guitar, mandolino, tastiera
- Stefano D'Orazio - voce, batteria, percussioni, flauto traverso
- Red Canzian - voce, basso, violoncello, flauto dolce, chitarra acustica, grancassa
- Riccardo Fogli - voce, chitarra acustica, chitarra elettrica, basso, tamburello